# Aulax cancellata
Aulax cancellata är en tvåhjärtbladig växtart som först beskrevs av Carl von Linné, och fick sitt nu gällande namn av George Claridge Druce. Aulax cancellata ingår i släktet Aulax och familjen Proteaceae. Inga underarter finns listade i Catalogue of Life.